# Drobonso

Drobonso är en ort i södra Ghana. Den är huvudort för distriktet Sekyere Afram Plains, och folkmängden uppgick till 3 915 invånare vid folkräkningen 2010.